# Jan Andrzej Kłoczowski
Jan Andrzej Kłoczowski OP (ur. 5 lipca 1937 w Warszawie, zm. 12 kwietnia 2025 w Krakowie) – polski dominikanin, w latach 80. XX wieku duszpasterz akademicki w Krakowie, teolog, profesor filozofii, publicysta. Syn Eugeniusza, młodszy brat Jerzego, stryj Piotra, Pawła i Jana Marii.

## Życiorys
Z wykształcenia był historykiem sztuki. W 1960 ukończył studia w Instytucie Historii Sztuki UAM w Poznaniu. W latach 1961–1963 pracował jako asystent w Katedrze Historii Sztuki na Katolickim Uniwersytecie Lubelskim.
W 1964 wstąpił do zakonu dominikanów. Po ukończeniu nowicjatu odbył studia teologiczne i filozoficzne. W latach 1966–1971 uczestniczył w seminarium ks. prof. Mariana Jaworskiego, po ukończeniu którego przyznano mu tytuł lektora teologii. Święcenia kapłańskie przyjął 13 czerwca 1970. W latach 1970–1986 był duszpasterzem krakowskiego duszpasterstwa akademickiego „Beczka”. Od 1971 wykładowca w Kolegium Filozoficzno-Teologicznym Dominikanów w Krakowie.
W 1975 obronił pracę doktorską na Wydziale Filozofii Chrześcijańskiej KUL. W styczniu 1976 roku podpisał list protestacyjny do Komisji Nadzwyczajnej Sejmu PRL przeciwko zmianom w Konstytucji Polskiej Rzeczypospolitej Ludowej. Od 1979 wykładowca filozofii i fenomenologii religii na Papieskim Wydziale Teologicznym, a od 1982 w Papieskiej Akademii Teologicznej w Krakowie. Od 1983 adiunkt, od 1990 docent, zaś od 1999 profesor zwyczajny PAT. W 1990 obronił rozprawę habilitacyjną na Wydziale Filozoficznym PAT. Otrzymał nominację na stanowisko kierownika Katedry Filozofii Religii na Wydziale Filozoficznym PAT.
Pod jego kierunkiem stopień naukowy doktora w 2007 uzyskał Piotr Augustyniak.
Od 1990 pełnił funkcję regensa Polskiej Prowincji Dominikanów, w latach 1990–1998 był rektorem Kolegium Filozoficzno-Teologicznego Dominikanów w Krakowie.
W latach 1973–1993 członek zespołu redakcyjnego miesięcznika „W drodze”, w latach 1992–1996 członek redakcji miesięcznika „Znak”, od 1997 redaktor „Logos i Ethos”. Zasiadał w Komisji Filozofii i Teologii Komitetu Badań Naukowych.
W każdą niedzielę w południe odprawiał tzw. dwunastkę (o godzinie 12:00), mszę z „kazaniem filozoficznym”, na której gromadziły się tłumy krakowian.
Od 2014 do 2023 w niedzielne poranki w audycji Pejzaże regionalne, nadawanej na antenie Radia Kraków były emitowane jego felietony w cyklu Prawdy nieoczywiste. Poruszano w nich głównie tematy religijne, filozoficzne i społeczne.
We wrześniu 2014, generał zakonu, o. Bruno Cadoré, przyznał o. Janowi Andrzejowi Kłoczowskiemu tytuł mistrza świętej teologii, najwyższy dominikański tytuł naukowy. Uroczystość nadania tytułu odbyła się 14 listopada tegoż roku w krakowskim klasztorze dominikanów. Laudację wygłosili prof. Władysław Stróżewski, prof. Karol Tarnowski oraz o. dr Damian Mrugalski.
Przez ostatnie miesiące życia cierpiał na chorobę Alzheimera.
Został pochowany 16 kwietnia 2025 na cmentarzu Rakowickim w Krakowie.

## Publikacje
Jest autorem licznych prac z dziedziny filozofii, religii i teologii, m.in.:
- Człowiek – bogiem człowieka: filozoficzny kontekst rozumienia religii w „Istocie chrześcijaństwa” Ludwika Feuerbacha, Lublin: Katolicki Uniwersytet Lubelski, 1979
- A myśmy się spodziewali..., Poznań: „W Drodze”, 1990, ISBN 83-7033-128-9.
- Więcej niż mit: Leszka Kołakowskiego spory o religię, Kraków: Znak, 1994, ISBN 83-7006-262-8.
- Drogi człowieka mistycznego, Kraków, Wyd. Literackie, 2001, ISBN 83-08-03138-2.
- Czego chrześcijanie nie wiedzą o chrześcijaństwie, Kraków: eSPe, 2005, ISBN 83-89645-43-2.
- Filozofia dialogu, Poznań: „W Drodze”, 2005, ISBN 83-7033-557-8.
- Zawierzyć prawdzie, Kraków: Wydawnictwo Literackie, 2006, ISBN 83-08-03887-5.
- 5 kroków w stronę pojednania, Kraków, FIDES, 2008, ISBN 978-83-89016-84-3.
- Jak budować piękne życie, Kraków: FIDES, 2009, ISBN 978-83-89016-99-7.

## Odznaczenia i nagrody
W 2004 otrzymał statuetkę Przasnyskiego Koryfeusza, przyznaną przez Starostwo w Przasnyszu.
W maju 2007 został odznaczony przez prezydenta RP Lecha Kaczyńskiego Krzyżem Komandorskim Orderu Odrodzenia Polski za wybitne zasługi w działalności na rzecz przemian demokratycznych w Polsce, za osiągnięcia w podejmowanej z pożytkiem dla kraju pracy zawodowej i społecznej, który osobiście odebrał z rąk prezydenta RP 31 października 2008 w Krakowie.
Na XIV Targach Wydawców Katolickich 8 marca 2008 został ogłoszony laureatem Nagrody Głównej „Feniks 2008” w uznaniu za wybitne osiągnięcia w zakresie filozofii religii, umiejętność godzenia życia naukowego i powołania kapłańskiego, za „kazania filozoficzne” i stworzenie w „Beczce” przestrzeni wolności w trudnych latach zniewolenia.
W 2016 otrzymał Nagrodę im. ks. Józefa Tischnera.
W 2017 otrzymał srebrny medal Cracoviae Merenti.
W 2018 roku otrzymał medal Per Artem ad Deum, przyznawany przez Papieską Radę ds. Kultury.
W 2018 r. został uhonorowany Odznaką „Adwokatura Zasłużonym”.